# Fáros (ort i Grekland, Sydegeiska öarna)
Fáros (Faros) är en ort i Grekland.   Den ligger i prefekturen Kykladerna och regionen Sydegeiska öarna, i den sydöstra delen av landet, 150 km sydost om huvudstaden Aten. Fáros ligger 4 meter över havet och antalet invånare är 105. Den ligger på ön Sifnos.
Terrängen runt Fáros är huvudsakligen kuperad, men söderut är den platt. Havet är nära Fáros åt sydost.  Närmaste större samhälle är Apollonía, 4,1 km nordväst om Fáros. 